# Яр Козин
Яр Козин — балка (річка) в Україні у Богодухівському районі Харківської області. Ліва притока річки Мерли (басейн Дніпра).

## Опис
Довжина балки приблизно 5,80 км, найкоротша відстань між витоком і гирлом — 4,99 км, коефіцієнт звивистості річки — 1,16. Формується декількома балками та загатами. На деяких ділянках балка пересихає.

## Розташування
Бере початок на північній стороні від села Гавриші. Тече переважно на північний захід через село Мусійки і в місті Богодухів впадає в річку Мерлу, ліву притоку річки Ворскли.

## Притоки
Яр Провальський - права притока, впадає на південній околиці села Мусійки.

## Цікаві факти
- У селі Мусійки балку перетинає автошлях Р46[3] (автомобільний шлях регіонального значення на території України. Проходить територією Харківської та Сумської областей через Харків — Богодухів — Охтирку. Загальна довжина — 103,7 км.).
- У XX столітті на балці існували лісопитомник, молочно-тваринна ферма (МТФ) та декілька газових свердловин[2], а у XIX столітті — багато вітряних млинів[1].